# Anaxita constricta
Anaxita constricta är en fjärilsart som beskrevs av Embrik Strand 1911. Anaxita constricta ingår i släktet Anaxita och familjen björnspinnare. Inga underarter finns listade i Catalogue of Life.